# Solimán Ganno
Solimán Ganno y Florés (* 19. September 1931 in Bungui, Ilocos Norte; † 19. Mai 1989 in Manila) war ein philippinischer Bischof der Iglesia Filipina Independiente.
Ganno wurde 1954 in Manila zum Priester und am 8. Mai 1969 in der National Cathedral in Manila zum Bischof geweiht. Im Mai 1987 wurde Ganno als Nachfolger von Abdias de la Cruz der siebente Obispo Maximo (Metropolit) der Iglesia Filipina Independiente und damit Oberhaupt einer Kirche mit über sieben Millionen Kirchenmitgliedern.